# Noiron-sur-Bèze
 Noiron-sur-Bèze  là một xã thuộc tỉnh Côte-d’Or trong vùng Bourgogne-Franche-Comté miền đông nước Pháp.